# Смирнов, Олег Вячеславович
Олег Вячеславович Смирнов (род. 8 апреля 1980, Павловский Посад, Московская область) — российский хоккеист, нападающий.

## Биография
Воспитанник «Планеты» Павловский Посад. В сезоне 1996/97 дебютировал в первой лиге чемпионата России за «Кристалл-2» Электросталь. Выступал за российские команды «Кристалл» Электросталь (1997/98), «Спартак» Москва (1998/99 — 1999/2000), «Динамо» Москва (2000/01), ЦСКА (2001/02), «Элемаш» / «Кристалл» Электросталь (2002/03 — 2003/04), «Металлург» Новокузнецк (2003/04), «Витязь» Чехов (2004/05), «Дмитров» (2006/07 — 2008/09), «Рысь» Можайск (2009/10), «Титан» Клин (2009/10), «Рязань» (2011/12).
В чемпионате Белоруссии играл за «Брест» (2005/06), «Гомель» (2005/06), «Неман» Гродно (2006/07), «Химик»-СКА Новополоцк (2010—2011).
На драфте НХЛ 1998 года был выбран в 5-м раунде под общим 144-м номером клубом «Эдмонтон Ойлерз».
Бронзовый призёр чемпионата Европы среди юниорских команд 1998 года. Серебряный призёр чемпионата мира среди молодёжных команд 2000 года.
Тренер.